# Angelika Wątor
Angelika Wątor, née le 19 février 1994 à Będzin, est une escrimeuse polonaise, pratiquant le sabre.

## Palmarès

### Championnats d'Europe
- Médaille d'argent par équipes en 2025 à Gênes

### Jeux européens
- Médaille d'or en sabre en 2015 à Bakou,  Azerbaïdjan

### Championnats de Pologne
- Médaille d'argent par équipe aux championnats de Pologne 2013 avec son club du TMS I Sosnowiec